# 阿尔伯斯豪森
阿尔伯斯豪森是德国巴登-符腾堡州的一个市镇。总面积6.50平方公里，总人口4298人，其中男性2146人，女性2152人（2011年12月31日），人口密度661人/平方公里。